# Cincinnati Masters 2007 - Qualificazioni singolare maschile
Le qualificazioni del singolare maschile del Cincinnati Masters 2007 sono state un torneo di tennis preliminare per accedere alla fase finale della manifestazione. I vincitori dell'ultimo turno sono entrati di diritto nel tabellone principale. In caso di ritiro di uno o più giocatori aventi diritto a questi sono subentrati i lucky loser, ossia i giocatori che hanno perso nell'ultimo turno ma che avevano una classifica più alta rispetto agli altri partecipanti che avevano comunque perso nel turno finale.
Le qualificazioni del torneo Cincinnati Masters  2007 prevedevano 28 partecipanti di cui 7 sono entrati nel tabellone principale.

## Teste di serie
1. Assente
2. Gilles Simon (primo turno)
3. Igor' Andreev (ultimo turno)
4. Vince Spadea (Qualificato)
5. Julien Benneteau (Qualificato)
6. Olivier Rochus (Qualificato)
7. Michaël Llodra (primo turno)

1. Assente
2. Zack Fleishman (primo turno)
3. Andreas Seppi (ultimo turno)
4. Sébastien Grosjean (ultimo turno)
5. Juan Martín del Potro (Qualificato)
6. Andrei Pavel (primo turno)
7. Amer Delić (Qualificato)

## Qualificati
1. Alejandro Falla
2. Juan Martín del Potro
3. Amer Delić
4. Vince Spadea

1. Julien Benneteau
2. Olivier Rochus
3. Feliciano López

## Tabellone

### Legenda
| - Q = Qualificato - WC = Wild card - LL = Lucky loser | - ALT = Alternate - SE = Special Exempt - PR = Protected Ranking | - w/o = Walkover - r = Ritirato - d = Squalificato |

### Sezione 1
|  | Primo turno     | Primo turno     | Primo turno     | Primo turno | Primo turno |  |  | Ultimo turno | Ultimo turno    | Ultimo turno    | Ultimo turno | Ultimo turno |  |
|  |                 |                 |                 |             |             |  |  |              |                 |                 |              |              |  |
|  | Alejandro Falla | Alejandro Falla | Alejandro Falla | 6           | 6           |  |  |              |                 |                 |              |              |  |
|  | Lukáš Dlouhý    | Lukáš Dlouhý    | Lukáš Dlouhý    | 0           | 3           |  |  |              | Alejandro Falla | Alejandro Falla | 6            | 6            |  |
|  | 10              | Andreas Seppi   | 65              | 6           | 6           |  |  | 10           | Andreas Seppi   | Andreas Seppi   | 1            | 3            |  |
|  |                 | Marin Čilić     | 7               | 3           | 2           |  |  |              |                 |                 |              |              |  |

### Sezione 2
|  | Primo turno | Primo turno           | Primo turno           | Primo turno | Primo turno |  |  | Ultimo turno | Ultimo turno          | Ultimo turno          | Ultimo turno | Ultimo turno |  |
|  |             |                       |                       |             |             |  |  |              |                       |                       |              |              |  |
|  |             | Ernests Gulbis        | Ernests Gulbis        | 6           | 7           |  |  |              |                       |                       |              |              |  |
|  | 2           | Gilles Simon          | Gilles Simon          | 4           | 5           |  |  |              | Ernests Gulbis        | Ernests Gulbis        | 5            | 3            |  |
|  | 12          | Juan Martín del Potro | Juan Martín del Potro | 6           | 6           |  |  | 12           | Juan Martín del Potro | Juan Martín del Potro | 7            | 6            |  |
|  |             | Evgenij Korolëv       | Evgenij Korolëv       | 2           | 0           |  |  |              |                       |                       |              |              |  |

### Sezione 3
|  | Primo turno | Primo turno     | Primo turno     | Primo turno | Primo turno |  |  | Ultimo turno | Ultimo turno  | Ultimo turno  | Ultimo turno | Ultimo turno |  |
|  |             |                 |                 |             |             |  |  |              |               |               |              |              |  |
|  | 3           | Igor' Andreev   | Igor' Andreev   | 7           | 6           |  |  |              |               |               |              |              |  |
|  |             | Robert Kendrick | Robert Kendrick | 63          | 3           |  |  | 3            | Igor' Andreev | Igor' Andreev | 4            | 64           |  |
|  | 14          | Amer Delić      | Amer Delić      | 6           | 6           |  |  | 14           | Amer Delić    | Amer Delić    | 6            | 7            |  |
|  |             | Justin Kronauge | Justin Kronauge | 4           | 2           |  |  |              |               |               |              |              |  |

### Sezione 4
|  | Primo turno | Primo turno   | Primo turno  | Primo turno | Primo turno |  |  | Ultimo turno | Ultimo turno | Ultimo turno | Ultimo turno | Ultimo turno |  |
|  |             |               |              |             |             |  |  |              |              |              |              |              |  |
|  | 4           | Vince Spadea  | Vince Spadea | 6           | 6           |  |  |              |              |              |              |              |  |
|  |             | Rajeev Ram    | Rajeev Ram   | 4           | 3           |  |  | 4            | Vince Spadea | Vince Spadea | 7            | 7            |  |
|  |             | Andrei Pavel  | 64           | 6           | 7           |  |  |              | Andrei Pavel | Andrei Pavel | 6            | 68           |  |
|  | 13          | Florent Serra | 7            | 3           | 68          |  |  |              |              |              |              |              |  |

### Sezione 5
|  | Primo turno | Primo turno        | Primo turno      | Primo turno | Primo turno |  |  | Ultimo turno | Ultimo turno       | Ultimo turno       | Ultimo turno | Ultimo turno |  |
|  |             |                    |                  |             |             |  |  |              |                    |                    |              |              |  |
|  | 5           | Julien Benneteau   | Julien Benneteau | 7           | 6           |  |  |              |                    |                    |              |              |  |
|  |             | Nicolás Lapentti   | Nicolás Lapentti | 6(1)        | 2           |  |  | 5            | Julien Benneteau   | Julien Benneteau   | 5            | 2            |  |
|  | 11          | Sébastien Grosjean | 6                | 3           | 6           |  |  | 11           | Sébastien Grosjean | Sébastien Grosjean | 7            | 1r           |  |
|  |             | Wesley Moodie      | 1                | 6           | 4           |  |  |              |                    |                    |              |              |  |

### Sezione 6
|  | Primo turno | Primo turno            | Primo turno            | Primo turno | Primo turno |  |  | Ultimo turno | Ultimo turno   | Ultimo turno   | Ultimo turno | Ultimo turno |  |
|  |             |                        |                        |             |             |  |  |              |                |                |              |              |  |
|  | 6           | Olivier Rochus         | Olivier Rochus         | 7           | 6           |  |  |              |                |                |              |              |  |
|  |             | Guillermo García López | Guillermo García López | 5           | 3           |  |  | 6            | Olivier Rochus | Olivier Rochus | 6            | 6            |  |
|  |             | Zack Fleishman         | Zack Fleishman         | 6           | 7           |  |  |              | Zack Fleishman | Zack Fleishman | 4            | 1            |  |
|  | 9           | Nicolas Mahut          | Nicolas Mahut          | 3           | 64          |  |  |              |                |                |              |              |  |

### Sezione 7
|  | Primo turno     | Primo turno        | Primo turno     | Primo turno | Primo turno |  |  | Ultimo turno       | Ultimo turno       | Ultimo turno       | Ultimo turno | Ultimo turno |  |
|  |                 |                    |                 |             |             |  |  |                    |                    |                    |              |              |  |
|  |                 | Tejmuraz Gabašvili | 6               | 6           | 6           |  |  |                    |                    |                    |              |              |  |
|  | 7               | Michaël Llodra     | 4               | 7           | 3           |  |  | Tejmuraz Gabašvili | Tejmuraz Gabašvili | Tejmuraz Gabašvili | 3            | 4            |  |
|  | Feliciano López | Feliciano López    | Feliciano López | 7           | 6           |  |  | Feliciano López    | Feliciano López    | Feliciano López    | 6            | 6            |  |
|  | Maks Mirny      | Maks Mirny         | Maks Mirny      | 65          | 3           |  |  |                    |                    |                    |              |              |  |